# 圣萨蒂南
圣萨蒂南（法語：Saint-Saturnin，法語發音：[sɛ̃ satyʁnɛ̃]）是法国萨尔特省的一个市镇，属于勒芒区。

## 地理
圣萨蒂南（48°3'27"N, 0°9'4"E）面积9.66 平方千米，位于法国卢瓦尔河地区大区萨尔特省，该省份为法国西北部内陆省份，北起顺时针与奥恩省、厄尔-卢瓦省、卢瓦-谢尔省、安德尔-卢瓦尔省、曼恩-卢瓦尔省和马耶讷省接壤，是法国大西部的入口，连接卢瓦尔河谷、布列塔尼和巴黎盆地。
与圣萨蒂南接壤的市镇（或旧市镇、城区）包括：拉巴佐日、拉沙佩勒圣欧班、拉米莱斯、萨尔特河畔讷维尔、圣帕瓦斯。

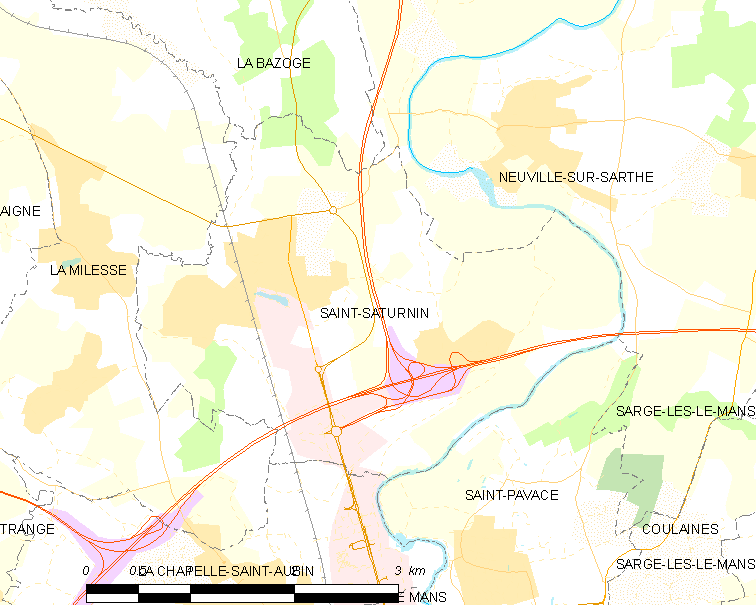
圣萨蒂南的OSM定位图

圣萨蒂南的时区为UTC+01:00、UTC+02:00（夏令时）。

## 行政
圣萨蒂南的邮政编码为72650，INSEE市镇编码为72320。

## 政治
圣萨蒂南所属的省级选区为勒芒第二县。

## 人口

1962-2008年间圣萨蒂南人口变化图示

圣萨蒂南于2022年1月1日时的人口数量为2773人。